# Lorenz Brentano

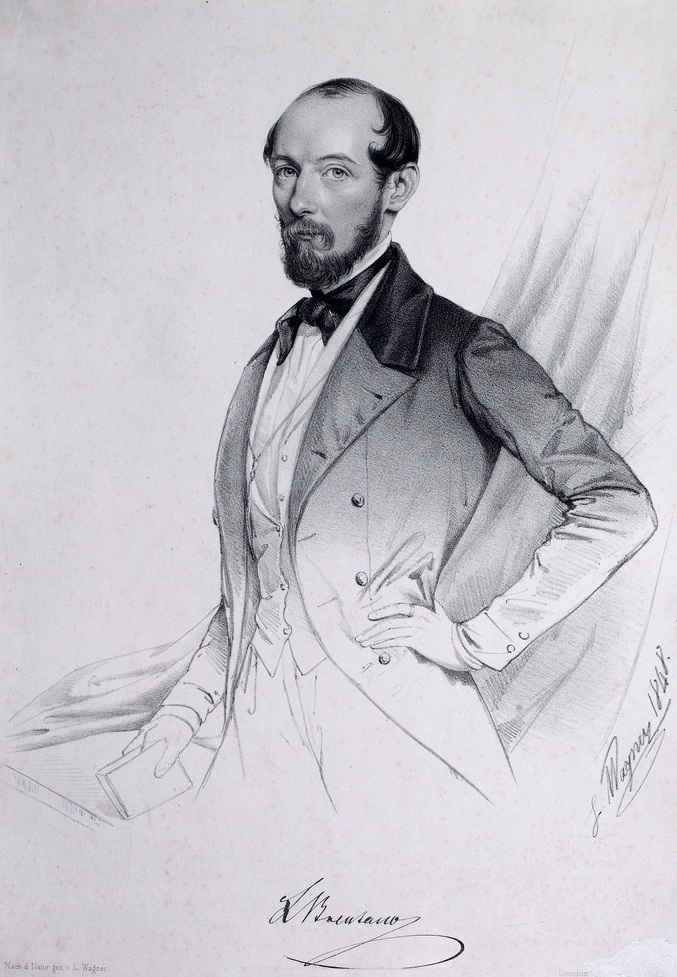
Lorenz Brentano (1848)

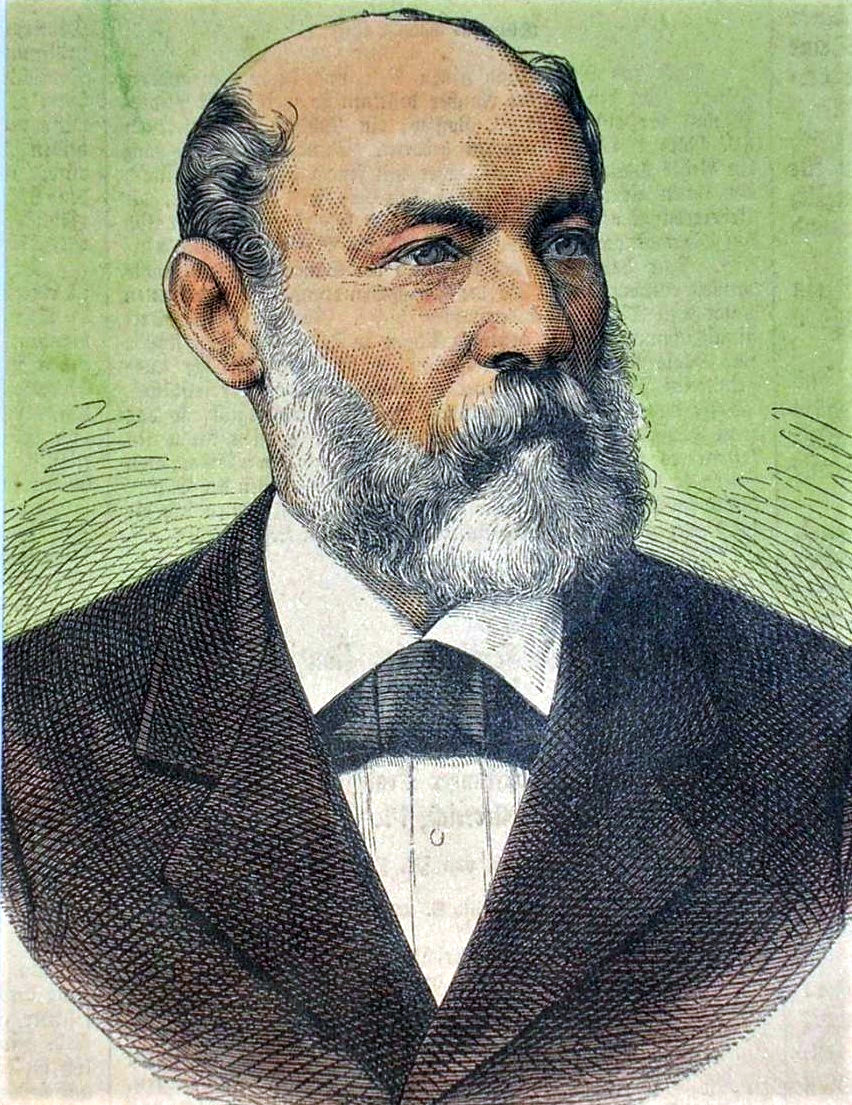
Lorenz Brentano (1878)

Lorenz Peter Carl Brentano (* 4. November 1813 in Mannheim; † 17. September 1891 in Chicago) war ein deutscher Jurist und liberaldemokratischer badischer Politiker in der Zeit vor und während der Märzrevolution von 1848/1849.
Er war der Sohn von Johan Peter Paul Brentano aus der deutschen Linie der Brentanos aus Bingen am Rhein und seiner Ehefrau Helene, geb. Heger. Lorenz Brentano war zunächst mit Caroline Leutz und dann in zweiter Ehe mit Caroline Aberle verheiratet. Nach der Revolution von 1848/1849 machte er auch im Exil in den USA politisch Karriere, war unter anderem Präsident des Stadtrats von Chicago, Kongressabgeordneter in Washington, D.C. und US-amerikanischer Konsul in Dresden.

## Juristischer und politischer Lebenslauf

### Juristische Karriere und Einstieg in die Politik
Brentano studierte nach dem humanistischen Gymnasium von 1831 bis 1834 Rechtswissenschaft in Freiburg im Breisgau und Heidelberg, wo er Mitglied im Corps Allemannia und der Burschenschaft wurde. Danach schlug er zunächst eine juristische Laufbahn ein, die ihn über Bruchsal zum Hofgericht Rastatt, und im Juli 1848 ans Hofgericht des Unterrheinkreises in Mannheim führte.
Seit Dezember 1845 war Brentano Abgeordneter der zweiten Kammer der Badischen Ständeversammlung. Dort begründete er beispielsweise einen Gesetzesantrag zur richterlichen Unabhängigkeit, womit er mit dem Präsidenten des Justizministeriums in Konflikt geriet. 1846 spaltete sich eine radikalere Gruppe von der bisherigen Kammeropposition ab, der sich auch Brentano anschloss. Im Landtag von 1847/1848 gehörte Brentano zu den Unterstützern eines Antrags auf eine Vertretung der deutschen Kammerparlamente im Bundestag in Frankfurt am Main.

### Rolle Brentanos in der Märzrevolution
Nach Beginn der Märzrevolution 1848 wurde Brentano Mitglied des Vorparlaments und der Frankfurter Nationalversammlung als Abgeordneter des zweiten und neunten badischen Wahlbezirks (Radolfzell, Engen, Stockach, Hüfingen / Ettenheim, Haslach, Wolfach). Die Nationalversammlung sollte die deutsche Einheit vorbereiten und eine gesamtdeutsche Verfassung ausarbeiten. Nach dem Aufstand Friedrich Heckers und anderer im April 1848 (vgl. Heckerzug) beantragte Brentano die Anerkennung der Wahl Heckers, der nach Niederschlagung seines Aufstands im Gefecht auf der Scheideck bei Kandern im Schwarzwald zunächst ins Schweizer Exil und schließlich in die USA emigriert war.
Nicht lange nach der Ablehnung dieses Antrags zog sich Brentano aus der Nationalversammlung zurück und übernahm den Vorsitz im provisorischen „Landesausschuss“ der badischen Volksvereine. Seine Forderung nach Auflösung der badischen Kammer führte nach deren Ablehnung letztlich zum Auszug Brentanos und anderer Linker bis März 1849 aus der badischen Kammer.
Während dieser Zeit machte sich Brentano verstärkt einen Namen als Verteidiger einiger radikaldemokratischer linker Revolutionäre bei den Freiburger Hochverratsprozessen. Unter seinen Klienten war auch Gustav Struve, Teilnehmer an Friedrich Heckers Aufstand vom 12. April 1848 und dem „Heckerzug“. Struve war als Rädelsführer des sogenannten Struve-Putschs in Lörrach angeklagt, wo er im September 1848 versucht hatte, die Republik auszurufen.
Anfang 1849 wurde Brentano zum Oberbürgermeister von Mannheim gewählt, als solcher wegen seiner oppositionellen Haltung von der badischen Regierung aber nicht anerkannt.
Infolge der Maiaufstände 1849 wurde Brentano nach der Flucht des Großherzogs Leopold zunächst durch den Landesausschuss der Volksvereine und dann durch die verfassunggebende Versammlung an die Spitze der provisorischen revolutionären Regierung in Baden berufen. Hier war Brentanos Politik jedoch eher gemäßigt-zögerlich. Die Flucht des Großherzogs kam ihm nicht gelegen. 
Zur Niederschlagung der badischen Revolution rückten aus dem benachbarten Königreich Württemberg preußische Truppen unter dem Kommando des so genannten „Kartätschenprinzen“ und späteren deutschen Kaisers Prinz Wilhelm von Preußen, des Bruders des preußischen Königs Friedrich Wilhelm IV., nach Baden vor. Die Revolutionsregierung wich am 25. Juni 1849 nach Freiburg im Breisgau aus. Es kam zum Konflikt zwischen Brentano, der mit den Preußen verhandeln wollte, und Struve, der den Widerstand fortsetzen wollte. Der polnische Revolutionsgeneral Ludwik Mierosławski, der seit Anfang Juni die badische Revolutionsarmee führte, trat unter anderem auch aufgrund von Brentanos zögerlicher Haltung von seinem Kommando zurück.
Struve, der im Mai 1849 aus der Haft befreit worden war, und seine Anhänger setzten sich schließlich gegen Brentano durch. Nach seiner Absetzung als Regierungschef floh Brentano vom 28. Juni auf den 29. Juni 1849 ins Schweizer Exil. Brentano war vom 15. Mai bis 28. Juni 1849 Regierungschef in Baden.
Am 23. Juli wurde die badische Revolution endgültig nach der Einnahme Rastatts durch preußische Truppen niedergeschlagen. Damit war zugleich auch die letzte Bastion der Märzrevolution insgesamt gefallen.

### Exil und neuer politischer Aufstieg in den USA
Lorenz Brentano war wie vielen anderen exilierten Revolutionären eine risikofreie Rückkehr nach Baden verwehrt. Er wurde am 6. Juni 1850 in Abwesenheit vom Hofgericht Bruchsal zu lebenslangem Zuchthaus und Schadenersatzleistungen verurteilt. Darauf wanderte Brentano schließlich vom Schweizer Exil in die USA aus. Er folgte damit anderen nicht prominenten und prominenten Schicksalsgenossen wie etwa Friedrich Hecker, Gustav Struve oder Carl Schurz.
Brentano ließ sich zunächst als Farmer in Michigan nieder. In Pottsville (Pennsylvania) gründete er die deutsche Zeitung „Der Leuchtturm“. 1859 wurde er Redakteur der Illinois Staats-Zeitung in Chicago und stieg dort bis zum Miteigentümer auf. Auf der Seite der Republikaner unterstützte er wie viele andere der deutschen Forty-Eighters, wie die politischen Immigranten der Märzrevolution in den USA genannt wurden, die Wahl Abraham Lincolns zum US-Präsidenten. Später wurde Brentano Präsident des Stadtrats von Chicago.
1862 war Brentano Lincolns persönlicher Gesandter in Skandinavien. Im August desselben Jahres war durch landesherrliches Dekret seine Zuchthausstrafe in Baden erlassen worden. Brentano betrat aber erst wieder deutschen Boden, nachdem er sich vergewissert hatte, dass auch die Folgen seiner Verurteilung außer Kraft waren.
Von 1872 bis 1876 war Brentano amerikanischer Konsul in Dresden. Zurück in den USA wurde er in das US-Repräsentantenhaus gewählt, dem er bis 1879 angehörte.
Trotz der Aufhebung der Urteile gegen ihn in Deutschland blieb Brentano nach 1849 letztlich nur Besucher in seiner alten Heimat. Chicago, wo er politisch Karriere gemacht hatte, war ihm zur zweiten Heimat geworden. Dort starb er am 17. September 1891 im Alter von 77 Jahren. Sein Sohn Theodore (1854–1940) war von 1922 bis 1927 erster US-Botschafter in Ungarn.

## Werke (Auswahl)
- An das Volk in Württemberg: Im Namen des Volkes in Baden die provisorische Regierung, 1849.
- ... Begründung der Motive des Abgeordneten [Lorenz] Brentano auf Unabhängigkeit der Richter und richterlichen Beamten, 1844, Digitalisat der BLB Karlsruhe.
- Die republikanische Parthei Badens und ihre Führer beurtheilt und gerichtet in der schriftlichen Hinterlassenschaft von Hecker, Struve und Brentano, 1849, S. 3–7, Digitalisat der BSB München.

## Einzelbelege
1. ↑  Kösener Korpslisten 1910, 110, 44.
2. ↑  Alfred Georg Frei: Von der Paulskirche ins Kapitol. In: Die Zeit, 31. Oktober 2013 (online).
3. ↑  Bundesarchiv: Mitglieder des Vorparlaments und des Fünfzigerausschusses (PDF-Datei; 79 kB).
4. ↑  Brentano selbst wurde am 3. Juni gleich in zwei Wahlkreisen in diese Versammlung gewählt.
5. ↑  Mit Dokument im Faksimile, Unterschrift Brentanos für die „Provisorische Regierung für Baden“, mit seinem handschriftlichen Zusatz dazu: „mit diktatorischer Gewalt“.

| Personendaten    | Personendaten                                  |
| ---------------- | ---------------------------------------------- |
| NAME             | Brentano, Lorenz                               |
| ALTERNATIVNAMEN  | Brentano, Lorenz Peter Carl; Brentano, Lorenzo |
| KURZBESCHREIBUNG | Jurist und badischer Politiker                 |
| GEBURTSDATUM     | 4. November 1813                               |
| GEBURTSORT       | Mannheim, Baden                                |
| STERBEDATUM      | 17. September 1891                             |
| STERBEORT        | Chicago, Illinois, USA                         |